# 顫慄 (麥可·傑克森專輯)
《顫慄》（英語：Thriller）是美國歌手麥可·傑克森的第6張錄音室專輯，在1982年11月30日由史詩唱片發行。才經過一年，它就成為全球最暢銷的專輯，並且記錄保持至今；其全球銷量在2012年已达6500萬張，美國國內銷量為2500萬張左右。

## 專輯介紹
- 蟬連〈告示牌專輯榜〉37週冠軍
- 贏得8項葛萊美獎
- 名列《金氏世界紀錄》「歷年最暢銷專輯」

專輯中有7首單曲進入過美國告示牌單曲榜的前十名，打破了多項記錄並迅速狂銷於全世界，在1983年底就成為唱片史上最暢銷的專輯。
單曲《比利·珍》的音樂電視成為了首部在MTV頻道播放的由黑人歌手表演的電視節目。
單曲《顫慄》的錄影帶長達13分鐘，成為當時各大電視台爭相播放的音樂錄影帶，短片《麥可·傑克森〈顫慄〉的製作》成為了當時最為熱銷的家庭錄影。
這張專輯佔據美國音樂排行榜冠軍位置37周，並在專輯榜內停留長達122周之久，是歷史上第一張連續兩年拿下年度冠軍的唱片（1983年和1984年）。
如今在美國，它被鑒定為35白金唱片；在英國也獲得12白金認證。專輯中《比利·珍》、《顫慄》及《避開》三首音樂電視作品，已經成為MTV頻道歷史上最重要的三支音樂錄影帶。而專輯中的另外兩首單曲《Human Nature》和《P.Y.T. (Pretty Young Thing)》雖然沒有音樂電視作品，但仍非常流行。
專輯一共有7首單曲先後進榜，其中最受歡迎的二支單曲分別為《比利·珍》、《避開》。《比利·珍》蟬聯7週單曲冠軍；《避開》則由范·海倫（Van Halen）的靈魂人物埃迪·范·海倫（Eddie Van Halen）跨刀演出；亞軍曲《女孩屬於我》是麥可與Paul McCartney首次合作的作品（第二次合作作品為《Say Say Say》），歌曲中兩人爭風吃醋的對話，不覺令人莞爾。
1982年，麥可·傑克森繼白金專輯《Off the Wall》之後，專輯《顫慄》獲得滾石雜誌5顆星評價。
1983年3月25日，當在參加「摩城唱片25周年：昨天，今天，永遠」的電視特別節目演出時，麥可·傑克森第一次在公眾面前表演了「月球漫步」舞步（後來他的標誌性舞步動作），震驚全場。這也使得麥可·傑克森的專輯瘋狂大賣。
1984年1月，《顫慄》專輯獲得全美音樂獎9項提名，並創記錄性的贏得8項獎項（這個記錄直到1994年才被惠妮·休斯頓的《終極保鏢》電影原聲帶專輯打破）。在2月舉行的葛萊美獎中，麥可·傑克森獲得12項提名，並創造了8個獎項的記錄（1999年被卡洛斯·山塔那的專輯《超自然力量》追平），其中7項授予《顫慄》專輯，一項授予他的自述專輯《E.T.外星人》。5月，《顫慄》被金氏世界紀錄認定為空前的最佳銷量流行音樂唱片。

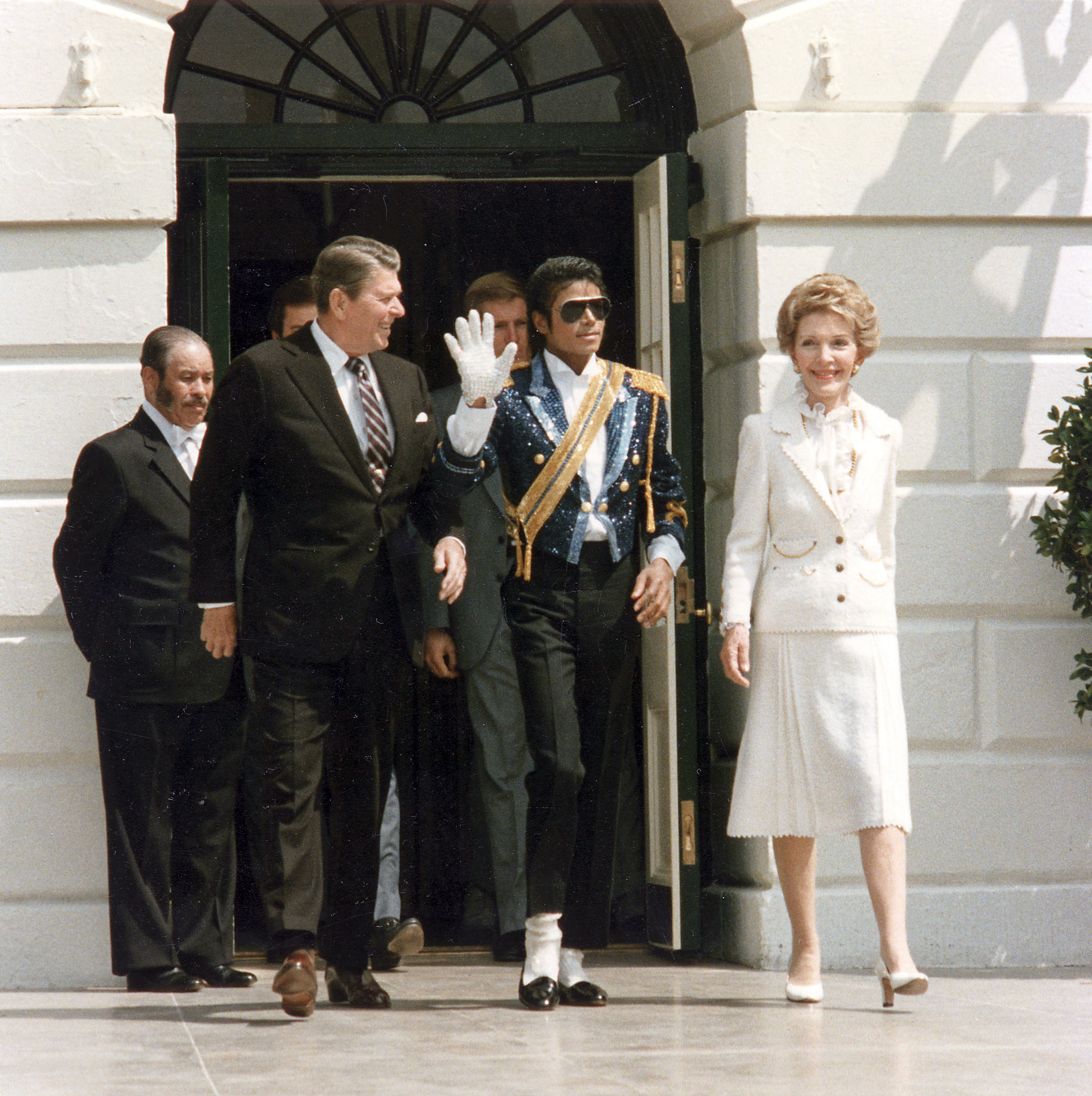
麥可在白宮

同年，麥可還獲得了「有色人種民權促進協會」頒發的自由勳章；在白宮接受美國總統雷根頒發的特殊成就獎；11月，在好萊塢的星光大道上留下他的手印。
專輯目前已被列為美國國家寶藏，被美國國會圖書館永久收錄。

### 2001年超值珍藏版
- 麥可·傑克森/顫慄【超值珍藏版】﹝Michael Jackson/Thriller (Special Edition)﹞

發行日期：2001年10月16日
加收暢銷單曲原始錄音版本、從未面世之單曲、珍貴訪談。
本輯在2001年10月16日發行的全新版本，除了收錄原有的暢銷曲目外，特別加收彌足珍貴的《比利·珍》原始錄音版本；從未正式收錄在專輯《Someone In The Dark》、《Carousel》、《Starlight》；驚悚片演員文森特·普萊斯的恐怖口白演出，及專輯製作人昆西·琼斯和作曲者Rod Temperton珍貴訪談等精采內容。

### 2008年顫慄25週年珍藏版
- 麥可·傑克森/顫慄CD+DVD（全球發行25週年珍藏版）﹝Michael Jackson/Thriller (25th Anniversary Edition)﹞[10]

發行日期：2008年2月15日
2008年2月15日，發行了《顫慄25周年紀念專輯》，除收錄原始曲目外，並增加了數首原曲目的混音版本與兩首新曲，以及當年未釋出的一段口白。
為慶祝專輯發行25週年的CD+DVD珍藏版，CD收錄5首2008年最新錄音，由麥可與時下最受歡迎的音樂人共同製作專輯中經典單曲，包括阿肯全新混音《Wanna Be Startin' Somethin'》、菲姬重新詮釋《避開》、「黑眼豆豆」團長will.i.am最新版《The Girl Is Mine 2008》與《P.Y.T (Pretty Young Thing) 2008》、肯伊·威斯特全新混音的《Billy Jean 2008》，以及麥可·傑克森親自操刀混音製作全新單曲《For All Time》。DVD部分則是重新以數位技術後製的3支經典MV，以及麥可驚艷全球樂迷的經典舞步「Moonwalk」現場演出紀錄。

## 商業成績
《顫慄》在1983年至1984年被许多国家列为最畅销的专辑，这张专辑在美国、英国、德国、日本、法国、加拿大、澳大利亚、瑞典、新西兰和荷兰均登上了排行榜的头名。

## 得獎紀錄

### 葛萊美獎
| 年份   | 獲提名                              | 獎項               | 結果 |
| ------ | ----------------------------------- | ------------------ | ---- |
| 1984年 | 專輯《顫慄》                        | 年度專輯           | 獲獎 |
| 1984年 | 單曲《避開》                        | 年度唱片           | 獲獎 |
| 1984年 | 單曲《比利·珍》                     | 年度歌曲           | 提名 |
| 1984年 | 單曲《避開》                        | 年度歌曲           | 提名 |
| 1984年 | 專輯《顫慄》                        | 年度非古典製作人   | 獲獎 |
| 1984年 | 專輯《顫慄》                        | 最佳非古典混音錄製 | 獲獎 |
| 1984年 | 專輯《顫慄》                        | 最佳流行音樂男歌手 | 獲獎 |
| 1984年 | 單曲《比利·珍》                     | 最佳節奏藍調男歌手 | 獲獎 |
| 1984年 | 單曲《比利·珍》                     | 最佳節奏藍調歌曲   | 獲獎 |
| 1984年 | 單曲《P.Y.T. (Pretty Young Thing)》 | 最佳節奏藍調歌曲   | 提名 |
| 1984年 | 單曲《Wanna Be Startin' Somethin'》 | 最佳節奏藍調歌曲   | 提名 |
| 1984年 | 單曲《避開》                        | 最佳搖滾男歌手     | 獲獎 |

### 葛萊美名人堂
| 年份   | 獲提名       | 獎項 | 結果 |
| ------ | ------------ | ---- | ---- |
| 2008年 | 專輯《顫慄》 | 專輯 | 獲獎 |

## 曲目
| Side one | Side one                                                             | Side one        | Side one                   | Side one |
| 曲序     | 曲目                                                                 | 词曲            | 監製                       | 时长     |
| -------- | -------------------------------------------------------------------- | --------------- | -------------------------- | -------- |
| 1.       | Wanna Be Startin' Somethin'（recorded April – November 1982）        | Michael Jackson | Quincy Jones Jackson (co.) | 6:04     |
| 2.       | Baby Be Mine（recorded April – October 1982）                        | Rod Temperton   | Jones                      | 4:20     |
| 3.       | The Girl Is Mine（with Paul McCartney) (recorded April 1982）        | Jackson         | Jones Jackson (co.)        | 3:42     |
| 4.       | Thriller（featuring Vincent Price) (recorded April – November 1982） | Temperton       | Jones                      | 5:58     |

| Side two | Side two                                                             | Side two                  | Side two            | Side two |
| 曲序     | 曲目                                                                 | 词曲                      | 監製                | 时长     |
| -------- | -------------------------------------------------------------------- | ------------------------- | ------------------- | -------- |
| 5.       | Beat It（recorded April – October 1982）                             | Jackson                   | Jones Jackson (co.) | 4:18     |
| 6.       | Billie Jean（recorded April – November 1982）                        | Jackson                   | Jones Jackson (co.) | 4:54     |
| 7.       | Human Nature (Michael Jackson song)（recorded April – October 1982） | Steve Porcaro John Bettis | Jones               | 4:06     |
| 8.       | P.Y.T. (Pretty Young Thing)（recorded April – October 1982）         | James Ingram Jones        | Jones               | 3:58     |
| 9.       | The Lady in My Life（recorded April – November 1982）                | Temperton                 | Jones               | 4:59     |
| 总时长： | 总时长：                                                             | 总时长：                  | 总时长：            | 42:19    |

### 2001年超值珍藏版
| 曲序 | 曲目                               | 时长 |
| ---- | ---------------------------------- | ---- |
| 10.  | Quincy Jones Interview #1          | 2:19 |
| 11.  | Someone in the Dark                | 4:47 |
| 12.  | Quincy Jones Interview #2          | 2:04 |
| 13.  | Billie Jean (Home Demo from 1981)  | 2:20 |
| 14.  | Quincy Jones Interview #3          | 3:10 |
| 15.  | Rod Temperton Interview #1         | 4:03 |
| 16.  | Quincy Jones Interview #4          | 1:32 |
| 17.  | Voice-Over Session from "Thriller" | 2:52 |
| 18.  | Rod Temperton Interview #2         | 1:56 |
| 19.  | Quincy Jones Interview #5          | 2:01 |
| 20.  | Carousel                           | 1:50 |
| 21.  | Quincy Jones Interview #6          | 1:17 |

## 工作人員
| - 全碟監製：Quincy Jones - 參與歌手：Michael Jackson（兼任監製及鼓擊） Paul McCartney（合唱《The Girl Is Mine》） - 錄音師：Don Landee - 錄音及混音：Bruce Swedien | - 琴鍵、電腦排序：Anthony Marinelli、Bill Wolfer、Brian Barns、David Paich、Greg Phillinganes、David Foster、Michael Boddicker、Rod Temperton、Steve Porcaro - 結他：Dean Parks、David Williams、Eddie Van Halen（《Beat It》的主音結他）、Paul Jackson, Jr.、Steve Lukather（兼任低音結他） - 低音結他：Louis Johnson、Steve Lukather - 鼓：Jeff Porcaro（兼任管弦樂編排）、Leon 'Ndugu' Chancler - 敲擊：Paulinho da Costa - 管樂：Bill Reichenbach、Gary Grant、Jerry Hey、Larry Williams - 男聲：Vincent Price（《Thriller》的獨白） - 和音：Janet Jackson、La Toya（《P.Y.T.》） |

## 備註
1. ↑  雖然有部分認證銷量聲稱《顫慄》專輯已售出1.1億張[4]，但那些來源不足信[5][6][7]